# Marzagaia
Marzagaia (Lavagno, circa 1350 – Verona, tussen 1425 en 1430) was een taalleraar in Verona, een autonome Italiaanse stadstaat in het Heilige Roomse Rijk en vanaf 1405 een onderdeel van de republiek Venetië.
Marzagaia was een kroniekschrijver. In zijn werk De Modernis Gestis heeft hij heimwee naar wat hij noemde de glorietijd van Verona. Dit was de tijd waarin het huis Della Scala de stadstaat bestuurde.

## Naam
Zijn naam wordt ook geschreven als Mazzaggia of Marzagaglia. Het is een voornaam. De oorsprong van deze weinig gebruikt Italiaanse voornaam zou teruggaan tot een Karolingisch epos: Marchegai was de naam van het paard van ridder Aiolfus.

## Levensloop

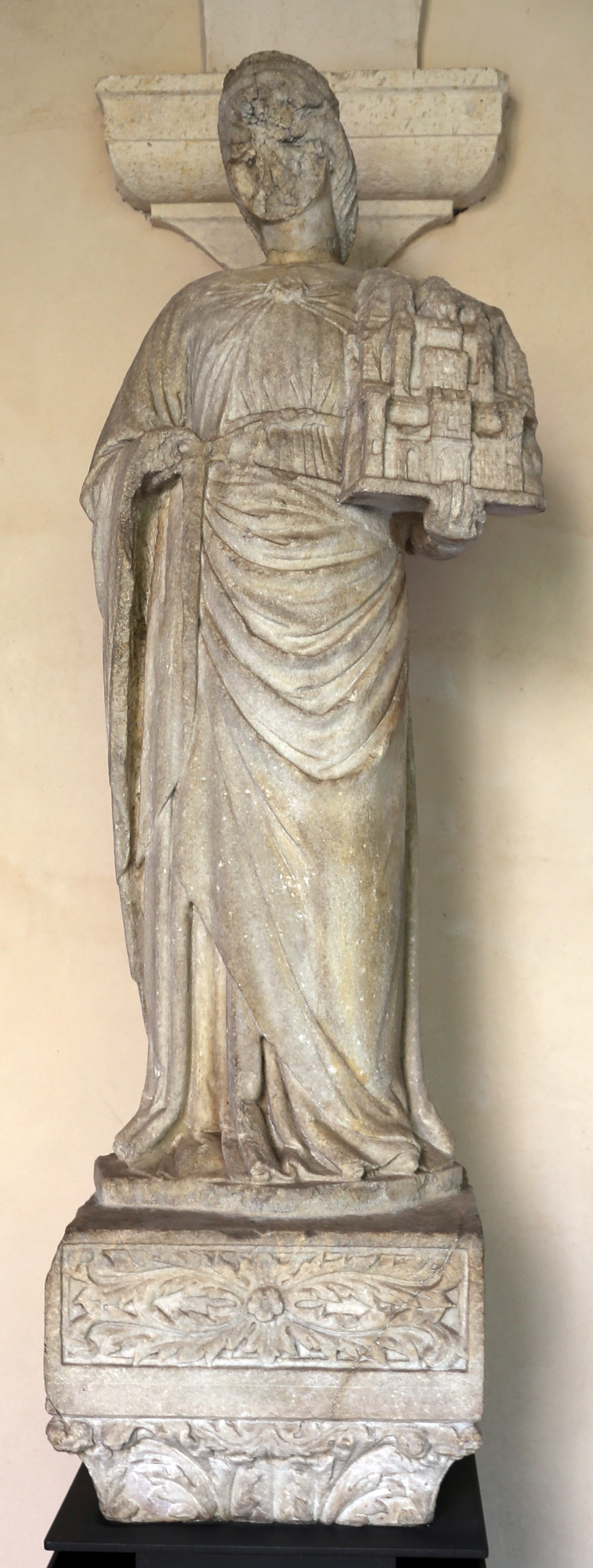
14e-eeuwse allegorie op de glorie van Verona

De familie van Marzagaia was afkomstig uit Lavagno, een dorp nabij de stad Verona. Zijn vader Careto was notaris in Lavagno; tevens beheerde hij er een boerderij van het huis Della Scala.
In Verona was Marzagaia  was hij bekend als magister artis grammaticae of meester in de grammatica. Hij woonde en werkte in de wijk San Vitale in Verona. Marzagaia was privéleraar aan het hof Della Scala. Hij gaf les aan de jongens Bartolomeo Della Scala en Antonio Della Scala. Zij waren nadien respectievelijk de voorlaatste en laatste heerser van Verona uit het huis Della Scala.
In de nacht van 17 oktober op 18 oktober 1387 viel Verona in handen van Visconti. Visconti, de machtige heer van Milaan, breidde met zijn oorlogsmachine de heerlijkheid Milaan uit naar het oosten. Er speelde verraad mee in Verona, zodat de stadspoorten ’s nachts open gingen voor Visconti. Marzagaia vluchtte mee met Antonio en diens vrouw Samaritana en kinderen met bootjes op de Adige. Marzagaia leefde in ballingschap. In 1389 werden zijn goederen in Verona verbeurd verklaard. Om den brode gaf hij taalles in Cividale van 1390 tot 1393.
In 1396 keerde Marzagaia terug in Verona; vanaf 1399 hervatte hij zijn onderwijs. Het stadsbestuur stond toe dat hij jaarlijks aan drie studenten voortgezet onderwijs mocht geven zodat dezen klaar waren voor het universitair onderwijs in rechtsgeleerdheid of geneeskunde. Zijn oudste zoon, Antonio, was ondertussen notaris geworden. Het was hem ondertussen opnieuw toegelaten goederen te verwerven in Verona. De zaken gingen Marzagaia voor de wind.
In 1405 gaf Verona zich over aan de republiek Venetië. In 1412 brak er nog een kleine opstand uit van Della Scala-aanhangers. Marzagaia steunde hen wel maar achtte het tegelijkertijd niet meer realistisch: de aanhang bij het volk voor het huis Della Scala was weg.
Ondanks de sympathieën van Marzagaia voor het huis Della Scala en de laatste aanhangers in de stad, lieten de Venetianen hem met rust. Marzagaia wijdde zich verder aan zijn talenonderwijs.

### De Modernis Gestis
Dit alles maakte dat Marzagaia zich aan het schrijven stelde, vanaf 1412. Hij stelde het verleden van Verona op schrift in het kroniekschrift De Modernis Gestis. De titel was De Modernis Gestis. Hij nam veel over van het format van Factorum ac dictorum memorabilium libri IX, geschreven door Valerius Maximus uit de 1e eeuw. Hij beschreef de glorie van het huis Della Scala, de anekdotes, de legendes en intriges. In de ondergang van het huis Della Scala zag hij als oorzaken de broedermoorden aan het hof en de spilzucht van Samaritana. Het hoogtepunt van Verona’s glorie was volgens hem het bestuur van Cangrande della Scala (1311-1329); Verona was op dat moment de machtigste stadstaat van heel Italië. Hij vergeleek Cangrande met Catullus, de Romeinse dichter uit Verona die Verona op de Romeinse kaart zette.
Verder beschreef hij de aardbevingen van 1117 en 1222 en de overstroming van de Adige in 1239. Zijn werk wordt niet als nauwkeurig aanzien en draagt op vele plekken morele lessen; waarden van familie, eerlijkheid, trouw aan het vaderland en dergelijke worden benadrukt. Zelf citeert Marzagaia geen andere kroniekschrijvers.
De Modernis Gestis werd tot ver in de 18e eeuw geciteerd als bron voor de geschiedenis van Verona. Hij was immers een tijdgenoot van de laatste jaren van het Della Scala-regime in Verona.